# Charlie Plummer
Charlie Faulkner Plummer (Poughkeepsie, 24 de mayo de 1999) es un actor estadounidense. Ganó el Premio Marcello Mastroianni en el Festival Internacional de Cine de Venecia por Lean on Pete.

## Biografía
Plummer nació en Poughkeepsie, Nueva York, hijo de la actriz de teatro Maia Guest y del escritor y productor John Christian Plummer, y creció en Cold Spring. Tiene un hermano menor, James. Su familia se mudó con frecuencia debido al trabajo de sus padres, lo que resultó en siete escuelas diferentes: tres en Los Ángeles, dos en la ciudad de Nueva York y dos en todo el estado de Nueva York. A pesar de ser muy tímido cuando era niño, Plummer fue expuesto a la actuación a una edad temprana por sus padres, quienes habían trabajado en el teatro. Adquirió experiencia actuando en producciones teatrales locales de obras de teatro y musicales, atribuyendo la experiencia a estos últimos por fomentar su amor por la actuación. Conoció a su actual agente a la edad de diez años, cuando buscaba papeles de actor profesional. Plummer finalmente se transfirió a la Manhattan Professional Children's School debido a su exigente programa de filmación televisiva.

## Filmografía
| Año  | Título                     | Personaje           | Nota         |
| ---- | -------------------------- | ------------------- | ------------ |
| 2010 | Frank                      | Frank               | Cortometraje |
| 2011 | We Are the Hartmans        | Jordan              |              |
| 2011 | Three Things               | Glenn Pilmont       | Cortometraje |
| 2011 | Alan Smithee               | T.J.                | Cortometraje |
| 2012 | Not Fade Away              |                     |              |
| 2015 | King Jack                  | Jack                |              |
| 2017 | The Dinner                 | Michael Lohman      |              |
| 2017 | Lean on Pete               | Charley Thompson    |              |
| 2017 | All the Money in the World | John Paul Getty III |              |
| 2018 | Dark Was the Night         | Marcus Lang         |              |
| 2018 | The Clovehitch Killer      | Tyler               |              |
| 2019 | My Mother is a Fish        | Freddy              | Cortometraje |
| 2019 | Share                      |                     |              |
| 2019 | Gully                      | Nicky               |              |
| 2020 | Spontaneous                | Dylan               |              |
| 2020 | Words on Bathroom Walls    | Adam                |              |
| 2022 | Moonfall                   | Sonny Harper        |              |
| 2022 | A Perfect Day for Caribou  | Nate                |              |
| 2022 | Wildflower                 | Ethan               |              |
| 2023 | National Anthem            | Dylan               |              |

## Televisión
| Año       | Título             | Personaje                     | Nota        |
| --------- | ------------------ | ----------------------------- | ----------- |
| 2011      | Onion Sports Dome  | Bully                         | 1 episodio  |
| 2011–2013 | Boardwalk Empire   | Michael Thompson              | 8 episodios |
| 2012      | Person of Interest |                               | 1 episodio  |
| 2013      | Wendell & Vinnie   | Jann                          | 1 episodio  |
| 2013–2015 | Granite Flats      | Timmy Sanders                 |             |
| 2019      | Looking for Alaska | Miles Halter                  |             |
| 2022      | The First Lady     | Franklin D. Roosevelt (joven) |             |